# Échangeur de Neufchâteau
L'échangeur de Neufchâteau est un échangeur de Belgique entre l'A4 Arlon-Bruxelles (E411) et l'A26 vers Liège (E25). Il se situe à cinq kilomètres à l’est de la ville de Neufchâteau et fu mis en service en 1987.
Le Poste de Circulation de Massul est situé à la sortie 27 de cet échangeur.